# راب ون دم
رابرت "راب" الکس زاتکووسکی (به انگلیسی: Robert "Rob" Alex Szatkowski) (زادهٔ۱۸ دسامبر ۱۹۷۰) که بیشتر با نام راب ون دم (به انگلیسی: Rob Van Dam) (به اختصار RVD) شناخته می‌شود، یک کشتی‌گیر حرفه‌ای امریکایی می‌باشد که در حال حاضر ب ای کمپانی های محلی کشتی میگیرد. 
ون دم بیشتر به خاطر نمایش‌هایی که در اواخر دههٔ ۹۰ در اکستریم چمپیونشیپ رسلینگ (ای سی دبلیو)، و اوایل تا اواسط دههٔ ۲۰۰۰ در ورلد رسلینگ فدریشن/ورلد رسلینگ اینترتینمنت (دبلیو دبلیو اف/ای)، و در اوایل دههٔ ۲۰۱۰ در توتال نانستاپ اکشن (تی ان ای) داشت شناخته می‌شود.
ون دم بین سه کمپانی ای سی دبلیو، دبلیو دبلیو ای و تی ان ای در مجموع ۲۱ بار قهرمان شده (شامل سه قهرمانی جهان) و اولین کشتی‌گیر تاریخ است که سه قهرمانی ای سی دبلیو، دبلیو دبلیو ای و تی ان ای را کسب کرده. ون دم همچنین یکبار برنده مانی این د بانک ۲۰۰۶ شده و تنها کشتی گیریست که به قهرمان تاج سه‌گانه دو کمپانی دبلیو دبلیو ای و ای سی دبلیو دست پیدا کرده است.
او در سال ۲۰۰۲ از طرف مجلهٔ Pro Wrestling Illustrated به عنوان بهترین کشتی‌گیر سال انتخاب شد. او به عنوان معروفترین کشتی‌گیر سال ۲۰۰۱ و ۲۰۰۲ از طرف خوانندگان همین مجله انتخاب شد.
او به دلیل شباهت بسیار زیادش به ژان کلود ون دام فامیل خودش رو به ون دام تغییر داده است.

## افتخارات و دستاوردها
- ۱ بار قهرمانی کمربند دبلیودبلیوئی
- ۱ بار قهرمانی کمربند (ECW)
- برنده مسابقه نردبان دبلیودبلیوئی مانی این د بنک ۲۰۰۶
- در سال ۲۰۲۱ به تالار شهرت دبلیو دبلیو ای پیوست
- ۱ بار قهرمانی کمربند سنگین وزن TNA
- ۶ بار قهرمانی کمربند بین قاره‌ای دبلیودبلیوئی
- ۴ بار قهرمانی کمربند هاردکُر
- ۱ بار قهرمانی WWF European Championship
- ۳ بار قهرمانی کمربند تگ تیم جهان: ۱ بار با کین - ۱ بار با بوکرتی - ۱ بار با ری میستریو

## بازگشت به دبلیو دبلیو ای (۲۰۱۴)
در ۱۶ ژوئن ۲۰۱۳ در پی پر ویو پیبک اعلام شد که راب ون دم در پی پر ویو مانی این د بنک به دبلیو دبلیو ای بازمی‌گردد. سپس اعلام شد که او یکی از اعضای حاضر در مسابقهٔ مانی این د بنک لدر مچ کمربند دبلیو دبلیو ای می‌باشد. او در مانی این د بنک بازگشت ولی موفق به کسب پیروزی در مسابقه اش نشد و رندی اورتن مسابقه را برد. در روز بعد در راو راب ون دم اولین مسابقه اش در راو را پس از چیزی حدود ۶ سال در مقابل کریس جریکو برد.۴ روز بعد در اسمکدان ون دم پس از حدود ۸ سال در اسمکدان حاضر شد و مسابقه اش در مقابل درن یانگ را پیروز شد.
راب ون دم در ۷ آوریل ۲۰۱۴ در راو بعد از رسلمنیا ۳۰ مجدداً به دبلیو دبلیو ای بازگشت و در یک مسابقه مقابل دیمین سندو موفق به کسب پیروزی شد.